# Upekkhá
Upekkhá (pálí) nebo upekšá (sanskrt, v písmu dévanágarí उपेक्षा, transliterovaně upekṣā)  je buddhistický termín pro vyrovnanou, nestrannou mysl. Tato vyrovnanost je zakotvena ve vhledu do zákonitostí karmy, do pomíjivosti a neuspokojivosti všech jevů a do nepřítomnosti „já“ (anattá). 
Upekkhá je vyrovnaný stav mysli charakterizovaný nepřítomností výrazného ulpívání – nepřítomností přitažlivosti (žádostivosti) ani odporu („dósa“). Stav „nestranné mysli“ vůbec neznamená, že by se člověk v něm nezajímal o dění okolo sebe, nebo že by byl pasivní. Někdy se upekkhá překládá jako „lhostejnost“. Opět však v žádném případě nejde o lhostejnost k vnějšímu dění, ale o lhostejnost k vlastním příjemným i nepříjemným pocitům, k zisku i ztrátě, ke kráse i ošklivosti, ke štěstí i k bolesti. Občas se používá přirovnání k „oku bouře“. Je to také nestranný přístup ke všem bytostem, dobrým i zlým, milovaným i nemilovaným.
Upekkhá je jednou z théravádových páramit (dokonalostí) a uvádí se také jako jeden ze „Čtyř vznešených příbytků“ (brahmavihára), kde ostatní jsou mettá (milující laskavost), karuná (soucit ke všem bytostem bez rozdílu a úsilí být užitečný sám sobě i ostatním) a muditá (chápavá nesobecká radost).
Stejným výrazem se také označují neutrální (ani příjemné ani nepříjemné) tělesné i mentální pocity.
(pozn.: pojmy jsou uváděny v pálí, není-li uvedeno jinak)